# MrBallen
Jonathan Bartlett Allen (Quincy, 1 oktober 1988) beter gekend als MrBallen is een Amerikaans internetpersoonlijkheid en voormalig militair. Hij heeft 9,54 miljoen abonnees op Youtube.

## Biografie
Allen studeerde kort aan University of Massachusetts Amherst in 2006 maar keerde daarna terug en voltooide zijn opleiding in 2010. Hij voltooide zijn opleiding tot Navy SEALs en diende in SEAL Team Two. Hij diende zowel in Afghanistan als in Zuid-Amerika, in 2014 werd hij geraakt door een granaat en in 2017 verliet hij het leger onderscheiden met een Purple Heart.
In 2020 begon hij met zijn Youtube-kanaal waar hij bekend staat voor zijn verhaalvertelling over true crime. In 2022 werd hij voor vier YouTube Streamy Awards genomineerd. Dit voor Creator of the Year, Breakout Creator, en Podcast. Daarnaast kreeg hij er ook nog een voor Social Good Award. In februari 2022 startte hij ook met de podcast MrBallen Podcast: Strange, Dark & Mysterious Stories.
Datzelfde jaar nog richtte hij Ballen Studios op het bedrijf achter zijn bezigheden. Net zoals MrBallen Foundation een goed doel waarmee hij slachtoffers van ernstige misdaden helpt. In september 2023 kwam er een nieuwe podcast MrBallen’s Medical Mysteries over allerhande medische mysteries zoals zeldzame ziektes tot slechte behandelingen. In 2023 werd zijn MrBallen Foundation nogmaals genomineerd voor de Social Good Award.
In 2024 schreef hij ook zijn eerste stripverhaal met de hulp van Robert Venditti en Andréa Mutti genaamd MrBallen Presents: Strange, Dark & Mysterious: The Graphic Stories.

## Privéleven
Allens zus Evan Allen won in 2021 toen ze werkte voor The Boston Globe een Pulitzer Prize for Investigative Reporting. In 2023 verliet ze de Globe en werd hoofd van Ballen Studios.